# Галинский, Аркадий Романович
Арка́дий Рома́нович Гали́нский (1 мая 1922, Киев — 3 июня 1996, Москва) — российский спортивный журналист, комментатор, телеведущий, аналитик спорта, известный как «Солженицын советского футбола».

## Биография
Родился 1 мая 1922 года в Киеве.
В 1940 году окончил среднюю школу и в этом же году был призван в ряды РККА. Во время Великой Отечественной войны служил в 26-й армии, затем — в 62-й (8-й гвардейской) армии. В 1945 году — заместитель начальника военных комендатур Тюрингии и Саксонии. Демобилизовался в звании гвардии капитана.
После войны занялся спортивной журналистикой и литературной критикой, а также писал фельетоны.
- 1947—1951 — заведующий спортивным отделом газеты «Киевская правда».
- 1951 — экстерном окончил филологический факультет Киевского государственного университета.
- 1951—1957 — собственный корреспондент «Литературной газеты» по Украине.
- 1957—1968 — заведующий корреспондентским пунктом «Советского спорта» в Киеве.
- 1960—1972 — регулярно выступал на телевидении в качестве спортивного комментатора.
- 1968—1969 — корреспондент газеты «Советский спорт» в Москве
- 1969—1970 — ведущий программы «Спортивная панорама» на Центральном телевидении
- 1971—1972 — старший редактор журнала «Физкультура и спорт»

В 1971 году издал книгу «Не сотвори себе кумира» (Москва, издательство «Молодая гвардия»), в которой осудил практику договорных игр в советском футболе. За обсуждение этой проблемы был назван «Солженицыным советского футбола» и в 1972 году уволен с работы как враг советского спорта. Запрет на профессию продлился до 1989 года.
- 1989 — напечатана первая после 17-летнего перерыва статья в газете «Советский спорт»[2].
- 1989—1996 — публиковался в качестве внештатного журналиста в различных изданиях.
- 1995—1996 — вёл авторскую рубрику в еженедельной спортивной программе «Радио Свобода» «Прессинг».

С 1976 по 1996 год проживал в московском районе Тёплый Стан. Скончался 3 июня 1996 года, похоронен в колумбарии Нового Донского кладбища в Москве, в 1 нише со второй женой (колумб. 15).

## Творческая деятельность
- Автор футбольного бестселлера[источник?] «Не сотвори себе кумира», вышедшего в серии «Спорт и личность» тиражом 75 000 экземпляров.
- Вместе с Николаем Озеровым снялся в кинофильме «Строгая игра» (1964), сыграв самого себя.

## Семья
Отец — известный в первой половине XX в. журналист Рувим (Роман) Вениаминович Галинский (1891—1967), уроженец Фастова. Мать — Любовь Адольфовна Галинская (урождённая Гартман), пианистка, учившаяся в Парижской и Киевской консерваториях (?—1964). Отчим, воспитывавший Аркадия Галинского как родного сына — Александр Израилевич Бродский (?—1963), скрипач Киевского оперного театра. Мачеха (с 1926 года) — бывшая актриса Театра Вахтангова Розалия Соломоновна (Елена Сергеевна) Даревская (1908—1988); Аркадий Галинский до последних дней ласково и нежно называл Леночкой свою мачеху, не отрекшуюся от него и пытавшуюся помогать в самое страшное время.
С 1947 по 1951 годы был женат на Светлане Николаевне Фоминой. С 1953 года и до конца жизни Аркадия Галинского его женой была Ирина Львовна Галинская (Шмарук), известный литературовед, автор книг о М. Булгакове, В. Набокове, Дж. Д. Сэлинджере.
Дочь — Елена Аркадьевна Галинская (род. 1958), профессор филологического факультета МГУ им. М. В. Ломоносова
Сестра (по отцу) — Инна Романовна Галинская (Фридлянд; род. 1931), лингвист.
Внук — лингвист Александр Пиперски.

## Признание, награды
Награждён орденом Красной Звезды, а также медалями «За оборону Кавказа», «За оборону Киева», «За освобождение Варшавы», «За взятие Берлина», «За победу над Германией» и орденом Отечественной войны I степени, которым награждали в 1985 году только участников войны, имевших ранения и контузии.